# 岐阜県立郡上高等学校

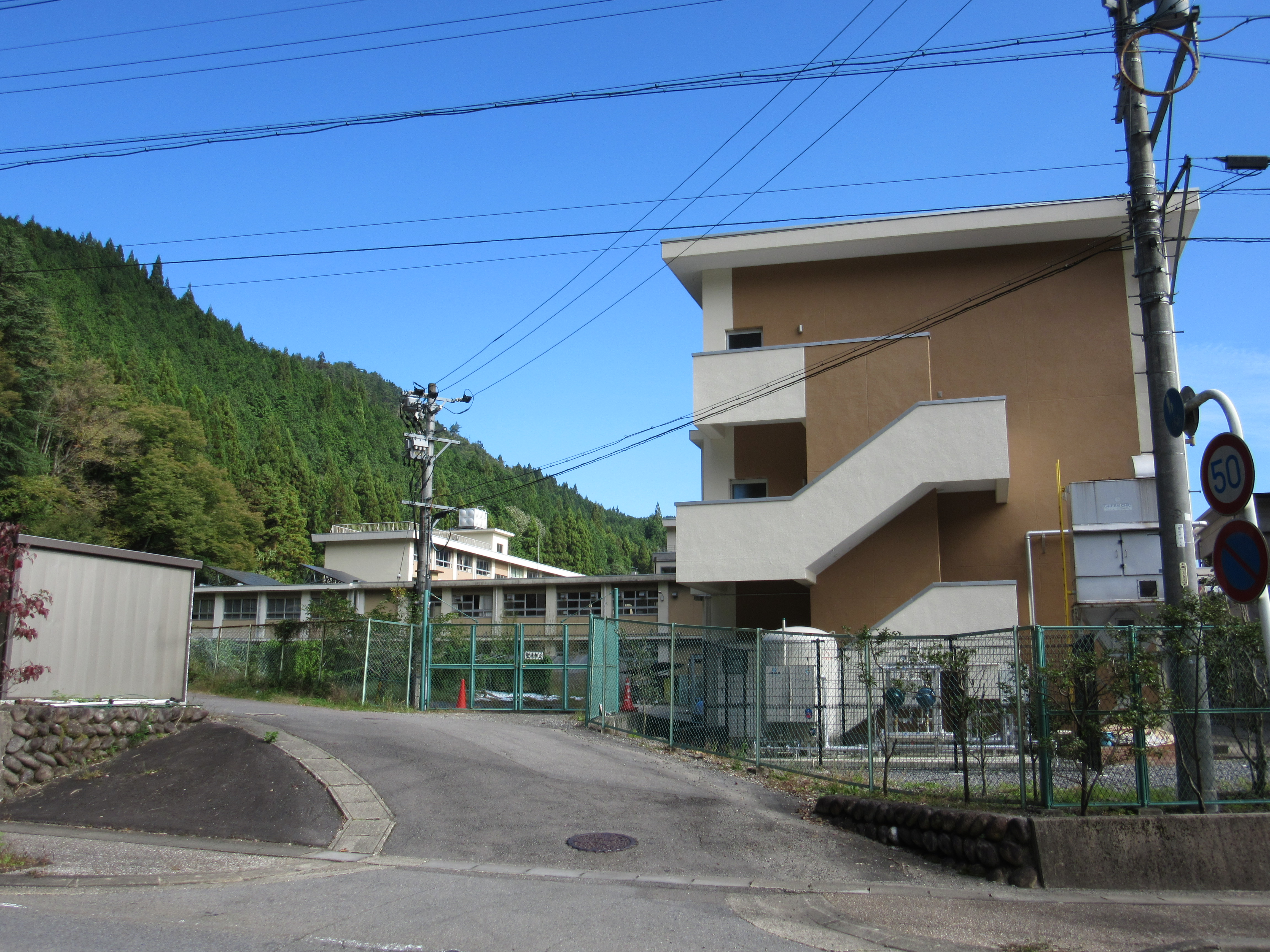
郡上高校校舎(食品加工棟)の外観

岐阜県立郡上高等学校（ぎふけんりつ ぐじょうこうとうがっこう）は、岐阜県郡上市八幡町小野にある公立高等学校。郡上踊りで有名な郡上市八幡町にあり、吉田川にも近い。

## 設置学科
2019年（令和元年）より全校で単位制を導入したため、事実上総合選択制となった。
- 普通科 - 2019年（令和元年）より単位制を導入。
- 総合農業学群 - 2019年（令和元年）より農業科の再編及び単位制を導入。
  - 園芸科学科
  - 食品科学科
  - 森林環境科学科

### かつて存在した学科
- 総合学科 - 2018年（平成30年）入学者まで。
  - 国際文化系列
  - 生活福祉系列
  - 情報システム系列
- 森林科学科 - 2018年（平成30年）入学者まで。
- 食品流通科 - 2018年（平成30年）入学者まで。

## 沿革

### 郡上農林高等学校
- 1921年 - 岐阜県郡上郡立農林学校として設立。
- 1923年 - 岐阜県郡上農林学校に改称する。
- 1931年 - 拓殖科を設置する。
- 1946年 - 拓殖科を廃止し、林業科を設置する。
- 1948年 - 岐阜県郡上農林学校を廃止し、岐阜県立郡上農林高等学校を設立する。定時制課程を設置し、白鳥、郡南、和良に分校を置く。

### 八幡高等学校
- 1918年 - 岐阜県郡上郡八幡町立八幡実科高等女学校として設置する。
- 1923年 - 実科を廃止し、岐阜県八幡高等女学校に改称する。
- 1926年 - 岐阜県立八幡高等女学校に改称する。
- 1946年 - 専攻科を設置する。
- 1947年 - 学制改革により新制中学校を併設。
- 1948年 - 岐阜県立八幡高等女学校を廃止し、岐阜県立八幡高等学校を設立する。定時制課程を設置する。

### 岐阜県立郡上高等学校
- 1948年 - 岐阜県郡上農林高等学校と岐阜県八幡高等学校が統合し岐阜県立郡上高等学校を設立し、通常課程（普通科・農業科）、定時制課程（家庭科・農業科）を置く。
- 1949年 - 商業科を設置する。
- 1951年 - 校歌制定、発表会（作詞：和田董、作曲：福井直秋）。
- 1953年 - 定時制課程の農業科・家庭科を廃し普通科を置く。
- 1953年 - 林業科を設置する。
- 1958年 - 商業科の募集を停止する。
- 1959年 - 白鳥分校が白鳥町立郡上北高等学校として独立する。
- 1960年 - 郡南分校を廃止する。
- 1987年 - 定時制課程を廃止する。
- 1988年 - 農業科の募集を停止し、食品流通科を設置する。
- 1990年 - 農業科の小学科を食品流通科のみとする。
- 1994年 - 林業科の募集を停止し、森林科学科を設置する。
- 2000年 - 和良分校を廃止する。
- 2008年 - 創立90周年。
- 2018年 - 創立100周年。

## 部活動

### 運動系部活動
- サッカー部
- 野球部
- テニス部
- 陸上部
- ソフトボール部
- 剣道部
- 柔道部
- バレーボール部
- バスケットボール部
- 卓球部
- バドミントン部

### 文化系部活動
- 自然科学部
- 美術部
- 書道部
- 茶道部
- JRC部
- 測量部
- ESS部
- 吹奏楽部
- 演劇部

## アクセス
- 長良川鉄道越美南線 郡上八幡駅より徒歩で約25分。
- 岐阜バス・白鳥交通・八幡バス・郡上市自主運行バス「郡上高校前」停留所より徒歩で約2分。

## 出身者
- 日置敏明（岐阜県2代 - 5代郡上市長）
- 山川弘保（6代岐阜県郡上市長、医師）
- 上山真未（東海テレビアナウンサー）
- 福場由里子（柔道家）
- 末松佳子（カヌー選手）
- 杉山弘（室蘭工業大学名誉教授）
- 森信人（京都大学防災研究所副所長）
- 此島愛子 (女優、声優)